# Motherfucker
Motherfucker är en sång av Faith No More och släppt som singel i november 2014. Låten, som återfinns på bandets sjunde studioalbum Sol Invictus, utgör det första nyinspelade materialet på 17 år.
Tidskriften Rolling Stone skrev, att låten blandar influenser från de tidigare albumen The Real Thing (1989) och Album of the Year (1997).

## Musiker
- Mike Bordin – trummor
- Roddy Bottum – keyboards, sång
- Billy Gould – elbas
- Jon Hudson – gitarr
- Mike Patton – sång